# La ragazza del peccato
La ragazza del peccato è un film del 1958 diretto da Claude Autant-Lara.
Il soggetto è tratto dal romanzo In caso di disgrazia del 1956 di Georges Simenon.

## Trama
André Gobillot, un celebre avvocato di mezza età, accetta di difendere la giovane Yvette, una provinciale arrivata a Parigi e implicata in un tentativo di rapina. La ragazza gli si era addirittura offerta, consapevole di non essere in grado di pagare il suo onorario. L'avvocato si fa prendere da una intensa passione e, dopo aver saputo che Yvette è incinta, decide di lasciare la moglie. La donna, al corrente sin da subito della relazione, lo ammonisce sulle conseguenze della sua scelta. Nel frattempo Yvette ricerca il suo precedente amante, Bernard Mazetti, che folle di gelosia la uccide.

## Distribuzione
Il film è uscito in sala il 17 settembre 1958.

## Accoglienza

### Critica
Il Mereghetti. Dizionario dei film 1993: **
«Uno storico confronto tra i due miti del cinema francese: uno al tramonto, l'altro in ascesa».